# Delosperma pageanum
Delosperma pageanum är en isörtsväxtart som först beskrevs av L. Bol., och fick sitt nu gällande namn av Schwant.. Delosperma pageanum ingår i släktet Delosperma, och familjen isörtsväxter. Inga underarter finns listade i Catalogue of Life.